# Obwodnica Zachodnia w Zamościu
Obwodnica Zachodnia – obwodnica leżąca całkowicie na terenie miasta Zamość.
Obwodnica ta pojawiła się na mapie Zamościa z 1980 roku, więc prawdopodobnie została wybudowana w tym okresie. Nie przebiega przy samych granicach miasta, ale na terenach pomiędzy zabudową os. Karolówka a zabudową os. Orzeszkowej-Reymonta w zachodniej części miasta; zabudowy przy tej obwodnicy skupia się niewiele (głównie na os. Janowice), tak więc nie stanowi większego utrudnienia dla mieszkańców poszczególnych części miasta.
Do Obwodnicy Zachodniej od strony Lublina (od północy) prowadzi ul. Lubelska – przy wjeździe w granice miasta jedzie się przez wiadukt nad linią LHS-u, dalej prosto przez pobliskie rondo na skrzyżowaniu z ul. Legionów – Obwodnicą Hetmańską, do kolejnego ronda na skrzyżowaniu ul. Lubelskiej z ul. gen. W. Sikorskiego i al. 1 Maja (rondo to wybudowano w 2006 roku po zakończeniu budowy ul. gen. W. Sikorskiego). Od tego właśnie miejsca na zachód biegnie Obwodnica Zachodnia miasta. Dzięki niej, jadąc od Lublina w kierunku Szczebrzeszyna, można ominąć centrum (z sygnalizacjami świetlnymi).
Obwodnica składa się z ulic:
- al. 1 Maja – wybudowana ok. 1980 roku, jedno- i dwujezdniowa droga z dwoma pasami ruchu, poboczem w obu kierunkach i drogą dla rowerów. Przy alei znajduje się miejska oczyszczalnia ścieków.

- ul. Dzieci Zamojszczyzny – w całości jest dwujezdniowa, z rozdzielającym pasem zieleni oraz drogą dla rowerów.

Obwodnica Zachodnia kończy się na rondzie NSZZ Solidarność (skrzyżowanie z ulicami Szczebrzeska i Śląska), gdzie dalej prosto (na zachód) biegnie ul. Szczebrzeska (również dwujezdniowa, z rozdzielającym pasem zieleni). Na ul. Szczebrzeskiej jest jedna sygnalizacja świetlna, na skrzyżowaniu z ul. Błonie, jednak dalej nie ma już żadnych przeszkód.
Odcinek od ronda Solidarności do skrzyżowania z ul. Sadową to także fragment innej obwodnicy miasta – Obwodnicy Śródmiejskiej.
8 lutego 2017 roku w siedzibie Centrum Unijnych Projektów Transportowych w Warszawie miało miejsce podpisanie umowy o dofinansowanie na przebudowę tzw. Zachodniej Obwodnicy Zamościa.
Projekt pod nazwą Przebudowa drogi na odcinku około 5 km w ciągu drogi krajowej nr 74 od al. 1 Maja (most na rzece Łabuńka) do ulicy Szczebrzeskiej (granica miasta Zamość) otrzymał pełne dofinansowanie w wysokości 81 867 760,08 zł (85% całości kosztu inwestycji, tj.: 96 315 011,86 zł). Dofinansowanie zostało przyznane w ramach konkursu dla Działania 4.2 – Zwiększenie dostępności transportowej ośrodków miejskich leżących poza siecią drogową TEN-T i odciążenie miast od nadmiernego ruchu drogowego Oś Priorytetowa IV – Infrastruktura drogowa dla miast Programu Operacyjnego Infrastruktura i Środowisko na lata 2014–2020.
Po zakończeniu prac obwodnica posiada 2 pasy ruchu w każdym kierunku na odcinku 5400 metrów, a leżące w jej ciągu 3 skrzyżowania przebudowano na ronda. W trakcie przebudowy zastosowano nowoczesne rozwiązania, takie jak: energooszczędne lampy solarno-hybrydowe czy „zielona wyspa”, czyli Miejsce Obsługi Rowerów.

## Nowa Zachodnia Obwodnica Zamościa
19 maja 2020 roku w Ratuszu w Zamościu została podpisana umowa budowy Nowej Zachodniej Obwodnicy Zamościa w ciągu  Drogi Krajowej nr 74 w ramach rządowego programu 100 Obwodnic. Nowa obwodnica będzie poprowadzona zupełnie nowym szlakiem. Będzie jednojezdniową Drogą Klasy GP (ruch Główny Przyspieszony), która ominie Zamość i inne mniejsze miejscowości od zachodu i będzie się znajdowała poza granicami miasta. Połączy  Drogę Krajową nr 74 w Okolicach Wiaduktu w miejscowości Zawada z węzłem Drogi Ekspresowej nr S17 w Sitańcu. Przetnie Drogę Wojewódzką nr 837 i będzie miała długość 19 kilometrów.